# 立方晶窒化炭素
立方晶窒化炭素（りっぽうしょうちっかたんそ、英: cubic carbon nitride）とは、1996年、米国高圧地球物理研究所のテーターらによりコンピュータによる理論計算が行われ、ダイヤモンド以上のモース硬度をもつことが理論的に予測された物質である。理論上の組成式は C3N4 である。
1998年に物質工学工業技術研究所の研究グループにより、窒素を含む炭素粉末を熱プラズマで処理したところ立方晶窒化炭素の微粒子が得られたとの報告がなされた。
しかし未だに立方晶窒化炭素の合成は大変難しく、大型の結晶はまだ得られていない。